# Buquetia musca
Buquetia musca là một loài ruồi trong họ Tachinidae.